# Banyuanyar (Ampel)
Banyuanyar is een bestuurslaag in het regentschap Boyolali van de provincie Midden-Java, Indonesië. Banyuanyar telt 2362 inwoners (volkstelling 2010).